# ヨドバシカメラマルチメディア仙台
ヨドバシカメラ マルチメディア仙台（ヨドバシカメラ マルチメディアせんだい）は、宮城県仙台市宮城野区（仙台駅東口）にあるヨドバシカメラの店舗である。

## 概要
駅ビルへの出店・鉄道高架下などの駅前立地を生かした店舗を続々と開店する中（レールサイド戦略）、1991年、仙台駅西口に「仙台駅前店」をオープンした。その後数回の移転を繰り返し、現在は4代目の建物となるヨドバシ仙台第1ビル内で営業中である。
過去には「ラオックス仙台店」（BiVi仙台駅東口）、「さくらや仙台西口駅前店」（EBeanS）、「ヤマダデンキLABI仙台」（仙台TRビル）と競合していた。
さくらやは1999年に、ラオックスは2003年に撤退したため駅前の家電商戦はヨドバシカメラの1人勝ち状態であった。しかし、2007年にヤマダ電機が（カメラ系家電量販店が立地する都心部ターミナル駅前に都市型大規模店舗を開店する流れの一環で）仙台駅西口に「LABI仙台」（旧十字屋仙台店跡地の仙台TRビル1 - 5F）をオープンするも、2025年7月14日をもって閉店している。LABI仙台には、ソフトバンクショップが併設されていたが、当店には、Y!mobileの販売店が併設されている。
マスコットキャラクターには、719系をモチーフとした「東北くん」と、205系3100番台をモチーフとした「仙石くん」がいる。

### ヨドバシ仙台第2ビル
2011年6月、旧仙台ヨドバシビルと近隣のマンションの跡地部分に複合型商業ビルを建設することを明らかにした。
暫定店舗として利用することを前提に、地上8階・地下1階建、延べ床面積36,118m2のヨドバシ仙台第2ビルを建設、2012年3月に竣工した。1階から3階がテナントフロア（暫定店舗）、4階から8階はオフィスフロアとして利用される。
2012年4月26日、ヨドバシ仙台第2ビルでの営業を開始。店舗面積は、暫定店舗ながら従来の約1.5倍となる15,000m2に拡大した。
ヨドバシカメラが第1ビルに移転してからは1階に石井スポーツ、3階にスーパーのロピア 仙台ヨドバシ店(2023年8月22日オープン）とダイソー、マツモトキヨシ（2024年3月20日オープン）がテナントとして入居している。移転前はヨドバシカメラの売り場だった2階は空きテナントのまま封鎖されてエスカレーターのみが活用されている。

### ヨドバシ仙台第1ビル

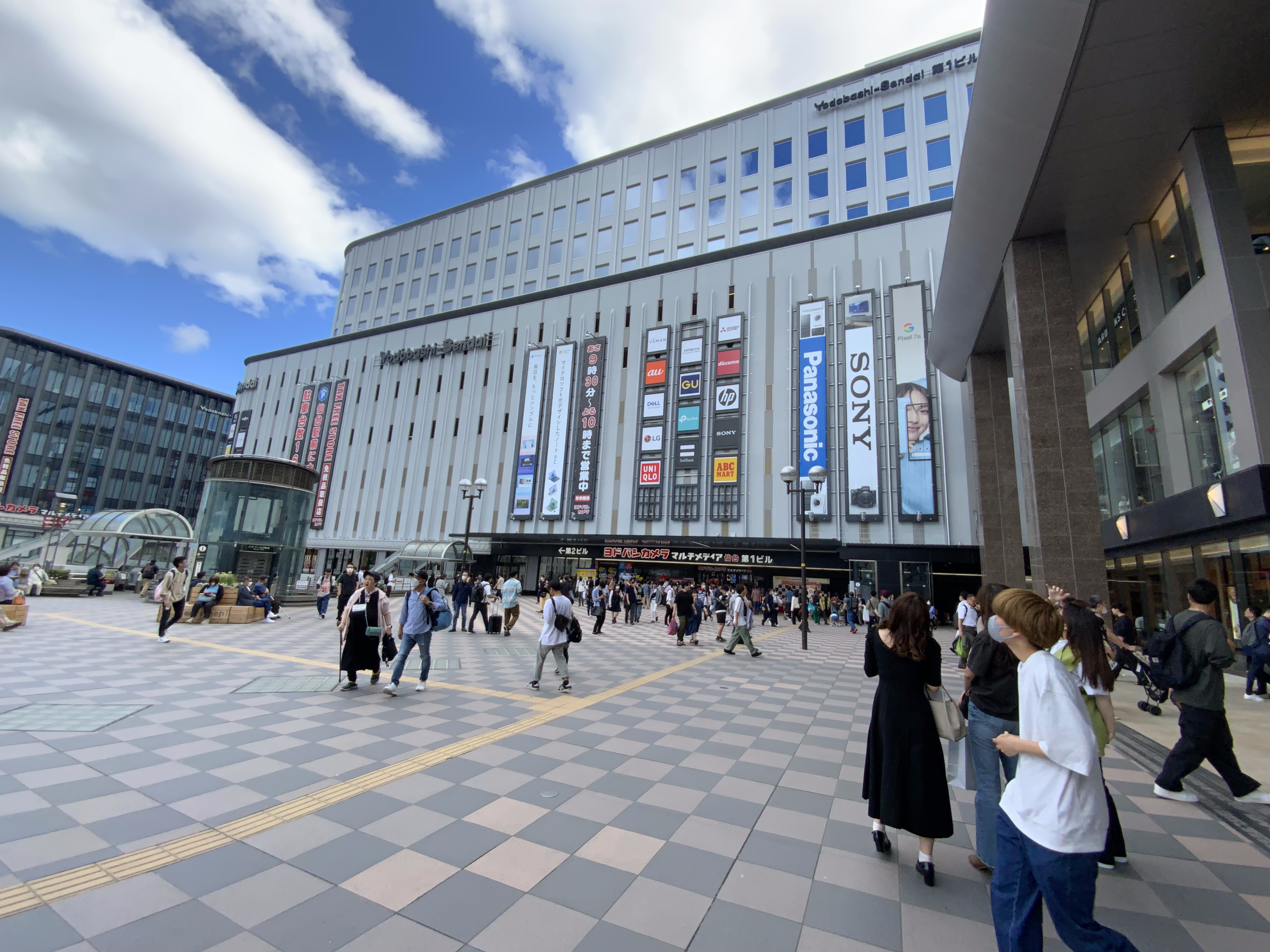
ヨドバシ第一ビル（2023年6月）

2014年6月、ヨドバシ仙台第1ビル計画の環境影響評価事前調査書を仙台市に提出した。取り壊したヨドバシカメラ旧店舗跡地に、A棟8階建・B棟14階建の新ビルを建設。仙台市に対し、音楽ホールや第2ビルとの地下連絡通路、バス乗降場の整備、ペデストリアンデッキの延伸等を条件に容積率の緩和を求め、市はこれを容認。敷地面積約15,500m2、延床面積約116,700m2。2015年3月着工、2016年3月完成となっていたが、環境影響評価事前調査書再提出のため2016年10月着工、2018年10月開業に延期となった。その際A棟9階・B棟7階建に変更となった。
2018年2月7日、ヨドバシ仙台第1ビルの計画を変更し、ヨドバシカメラの店舗や商業テナント、立体駐車場、音楽ホール、エクセルホテル東急が入居する商業施設としての整備を検討していることが報道される。この計画では地上20階規模の高層ビルを建設し、施設全体の延床面積は約128,800m2。計画変更には仙台市による容積率の緩和が必要となるが、市も前向きとされている。早ければ2019年春の着工、2021年後半の開業が予定されていた。
2021年1月26日、ヨドバシ仙台第1ビルの建設計画が本格的に始動することを発表。地上12階・地下1階の大型複合商業施設で同年秋に着工し、2023年6月2日開業。店舗面積は、従来の約1.5倍となる22,000mに拡大した。

## フロア構成
| 階 | ヨドバシ仙台第1ビル              |                                                                              | ヨドバシ仙台第2ビル              |
| 12 | オフィス                         |                                                                              |                                  |
| 11 | オフィス                         |                                                                              |                                  |
| 10 | オフィス                         |                                                                              |                                  |
| 9  | 駐車場・オフィス                 |                                                                              |                                  |
| 8  | 駐車場                           | 結婚式場                                                                     |                                  |
| 7  | 駐車場                           | オフィス                                                                     |                                  |
| 6  | 駐車場・飲食店                   | オフィス                                                                     |                                  |
| 5  | 物販店舗                         | オフィス                                                                     |                                  |
| 4  | ヨドバシカメラマルチメディア仙台 | 薬局・クリニック                                                             |                                  |
| 3  | ヨドバシカメラマルチメディア仙台 | 歩行者専用デッキ                                                             | ロピア・マツモトキヨシ・ダイソー |
| 2  | ヨドバシカメラマルチメディア仙台 |                                                                              | 空きテナント                     |
| 1  | 飲食店・バスターミナル           | 石井スポーツ ヨドバシ仙台店 アートスポーツ ヨドバシ仙台店 ヨドバシゴルフ仙台 |                                  |
| B1 | 地下通路                         | 地下通路                                                                     |                                  |

仙台駅東口ペデストリアンデッキから直結するメインエントランスは第1・2ビルともに3階となっている。

## 沿革
- 1991年（平成3年） - 関東地区以外で初のヨドバシカメラ店舗として、仙台駅西口の仙台プレイビルに「仙台駅前店」（北緯38度15分30.9秒 東経140度52分48.8秒 / 北緯38.258583度 東経140.880222度）がオープン。
- 1992年（平成4年） - 仙台駅東口に「仙台東口店」（北緯38度15分36.7秒 東経140度53分6.5秒 / 北緯38.260194度 東経140.885139度）[注釈 4]がオープン。同時に、前年オープンした「仙台駅前店」を「仙台西口店」に改称。

- 1997年（平成9年）

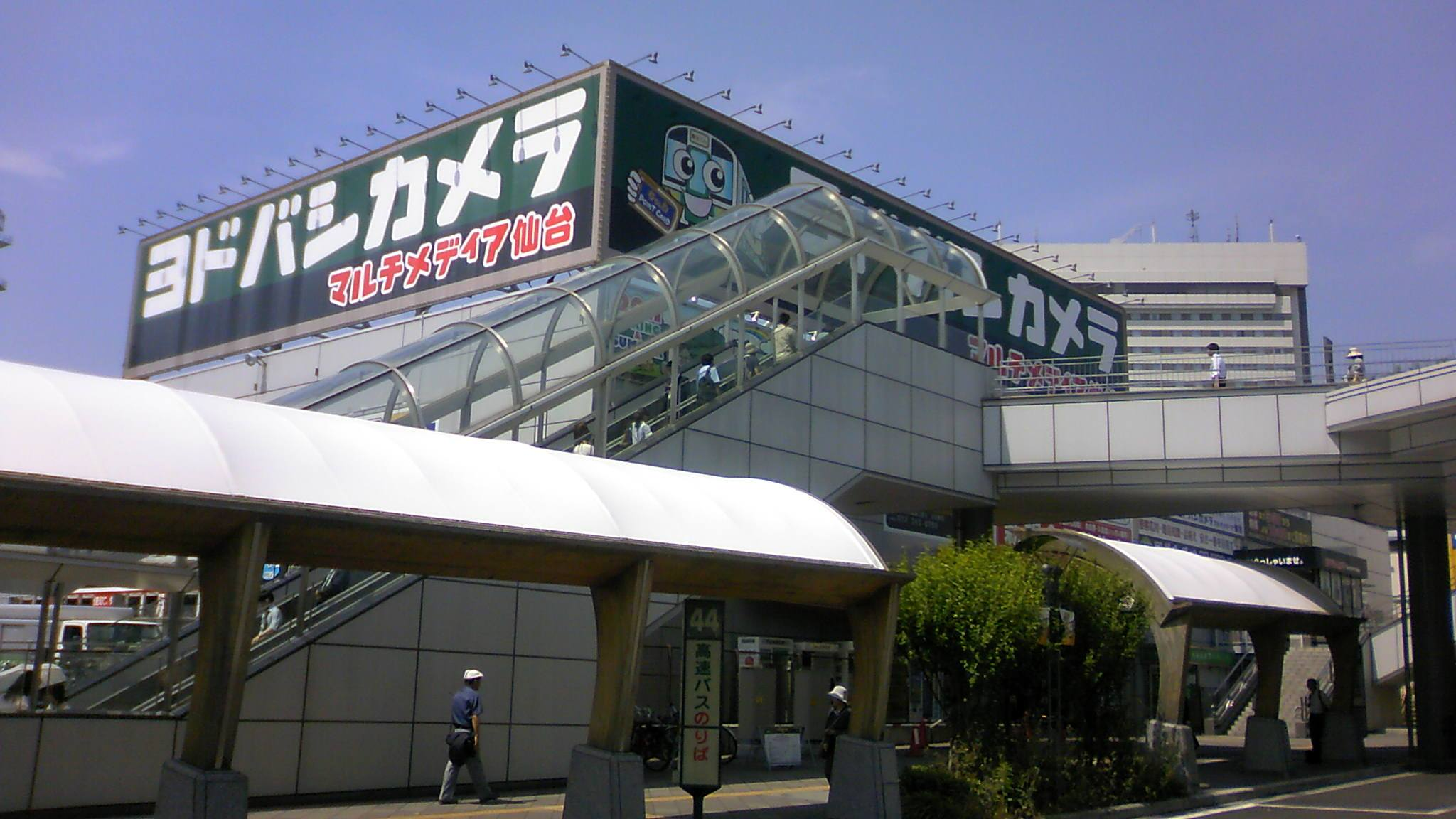
1997年から2012年まで「マルチメディア仙台」として使用された店舗（2011年6月）。2014年度に解体。

  - 2月 - 新店舗開店準備に伴い、仙台東口店を閉鎖。
  - 3月 - 地上2階建てで仙台駅とデッキ、階段で直結している「マルチメディア仙台」（北緯38度15分32.5秒 東経140度53分0.6秒 / 北緯38.259028度 東経140.883500度）がオープン。ヨドバシカメラの「マルチメディア」店舗1号店でもある。YM STATIONとも称され、その名残がシャッターにも残っていた。
- 2005年（平成17年）10月27日 - YD STATIONと称して、ある時期から携帯電話販売専門の店舗に転換していた「仙台西口店」が営業を終了した[13]。
- 2011年（平成23年）
  - 3月11日 - 東北地方太平洋沖地震（東日本大震災）の発生により休業。
  - 3月18日 - 営業時間等ほぼ通常の体制で営業を再開。ただし、損傷した駐車場の一部を閉鎖。

- 2012年（平成24年）

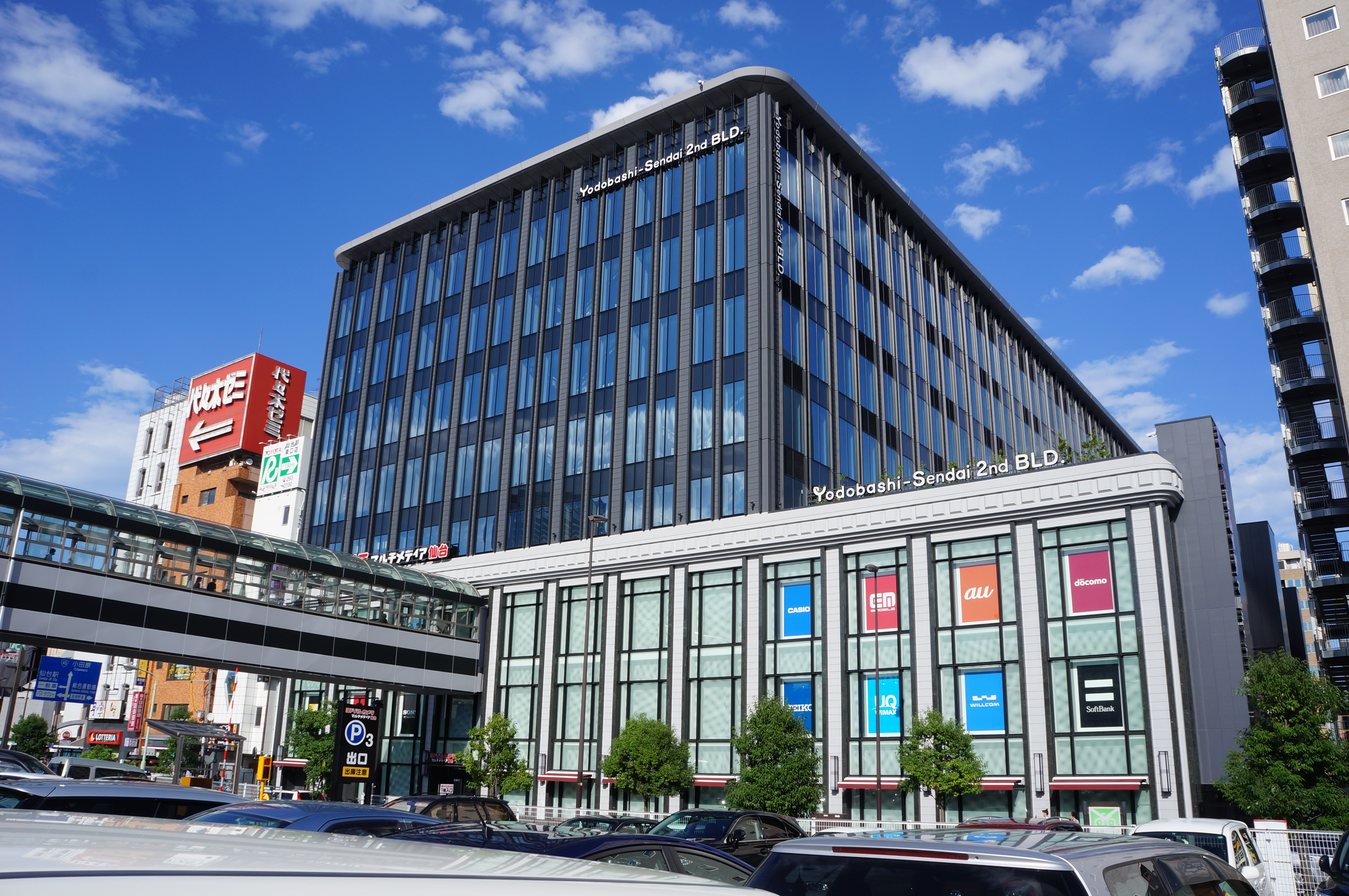
ヨドバシ仙台第2ビル（2012年8月）。

  - 4月24日 - この日の営業をもって、1997年からの従来店舗を閉鎖し、ヨドバシカメラ仙台物流センターとして使用。
  - 4月26日 - ヨドバシ仙台第2ビル（北緯38度15分32.8秒 東経140度53分5.7秒 / 北緯38.259111度 東経140.884917度）での営業を開始。
  - 6月8日 - 9月2日 - 旧店舗の2階にてビアホール「仙台ドイツビアフェスト〜オクトーバーフェストウィークエンド〜 in ヨドバシカメラ旧店舗」（主催：ザート商会、協力：ヨドバシカメラ）を期間限定オープン[14][15]。
- 2014年（平成26年） - 旧店舗解体。ヨドバシ仙台第1ビル着工までは平面駐車場となっていた[10]。
- 2021年（令和3年）
  - 9月28日 - ヨドバシ仙台第1ビル新築工事地鎮祭を実施[16]。
  - 11月 - ヨドバシ仙台第1ビル新築工事着工
- 2023年（令和5年）
  - 5月30日 - ヨドバシ仙台第2ビルでの営業終了。
  - 6月2日 - ヨドバシ仙台第1ビル「ヨドバシ仙台」の核店舗として営業開始[12]。